# Johannes Gessner
Johannes Gessner ( 18 de marzo de 1709, Wangen, Zúrich-6 de mayo de 1790, Zúrich) fue un médico y botánico suizo.
Era hijo de Christoph Gessner y de Esther Maag. Estudia como discípulo del naturalista y geólogo Johann J. Scheuchzer (1672-1733); completando su formación en Leiden, París y Basilea. En 1738 se casa con Katharina Escher.
Sucede ese mismo año à Scheuchzer en el Carolinum de Zúrich. Fundará un Jardín botánico, y participa de la creación de un observatorio. Es miembro de la Deutsche Akademie der Naturforscher Leopoldina y de la "Sociedad de Física de Zurich (más tarde rebautizada como "Société d’histoire naturelle"). Fue igualmente miembro y corresponsal de diversas academias como las de Berlín, de Gotinga, de San Petersburgo, de Estocolmo, de Upsala…

## Obra
Científica
- Phytographia sacra, 1759–69
- Tabulae phytographicae, 1795–1804

Literaria
- Pariser Tagebuch, 1727

## Honores

### Eponimia
- (Gesneriaceae) Gessneria Dumort.[1]
- La abreviatura «Gessner» se emplea para indicar a Johannes Gessner como autoridad en la descripción y clasificación científica de los vegetales.[2]